# Volksfront voor de Bevrijding van Palestina
Het Volksfront voor de Bevrijding van Palestina (Arabisch: الجبهة الشعبية لتحرير فلسطين, al-Ǧabha aš-šaʿbiyya li-taḥrīr Filasṭīn, Engels: Popular Front for the Liberation of Palestine - PFLP) is een seculiere, communistische Palestijnse groepering, opgericht in 1967 door George Habash. Het Volksfront voor de Bevrijding van Palestina moet niet verward worden met Democratisch Front voor de Bevrijding van Palestina, dat een afsplitsing is en ook niet met het Volksfront voor de Bevrijding van Palestina - Algemeen Commando, dat zich in 1968 afsplitste.
Het Volksfront heeft als doel de opheffing van de staat Israël en de oprichting van een seculiere staat in diens plaats waar verschillende religies en volkeren naast elkaar zouden moeten bestaan.
Het Volksfront staat op de lijsten van terroristische organisaties van Canada, de Europese Unie en van de Verenigde Staten.

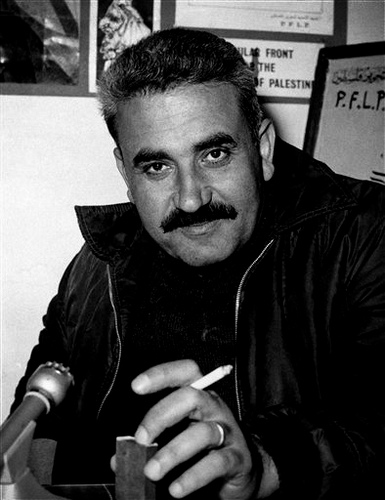
Oprichter van het Volksfront voor de Bevrijding van Palestina, George Habash

Het PFLP ontstond onder leiding van George Habash in 1967 na de Zesdaagse Oorlog uit diverse andere radicale Palestijnse groeperingen. Het PFLP sloot zich in 1967 bij de PLO aan maar verliet deze in 1974 weer nadat de PLO had verklaard haar doeleinden behalve op gewelddadige ook op diplomatieke wijze te willen nastreven.
In de jaren zeventig van de 20e eeuw werd het PLFP bekend vanwege vliegtuigkapingen.
PFLP-leider Abu Ali Mustafa, die in 2000 gekozen was om Habash op te volgen, werd op 27 augustus 2001 door Israël geliquideerd. Als wraak voor de liquidatie doodde het PFLP op 17 oktober 2001 de gewezen Israëlische minister van Toerisme, Rehavam Zeevi, in een hotel in Jeruzalem. Als eerbetoon voor  hun vermoorde leider werd de militie van het Volksfront, de zgn. Rode Arend Brigade, in 2001 omgedoopt tot Abu Ali Mustafa Brigades.     

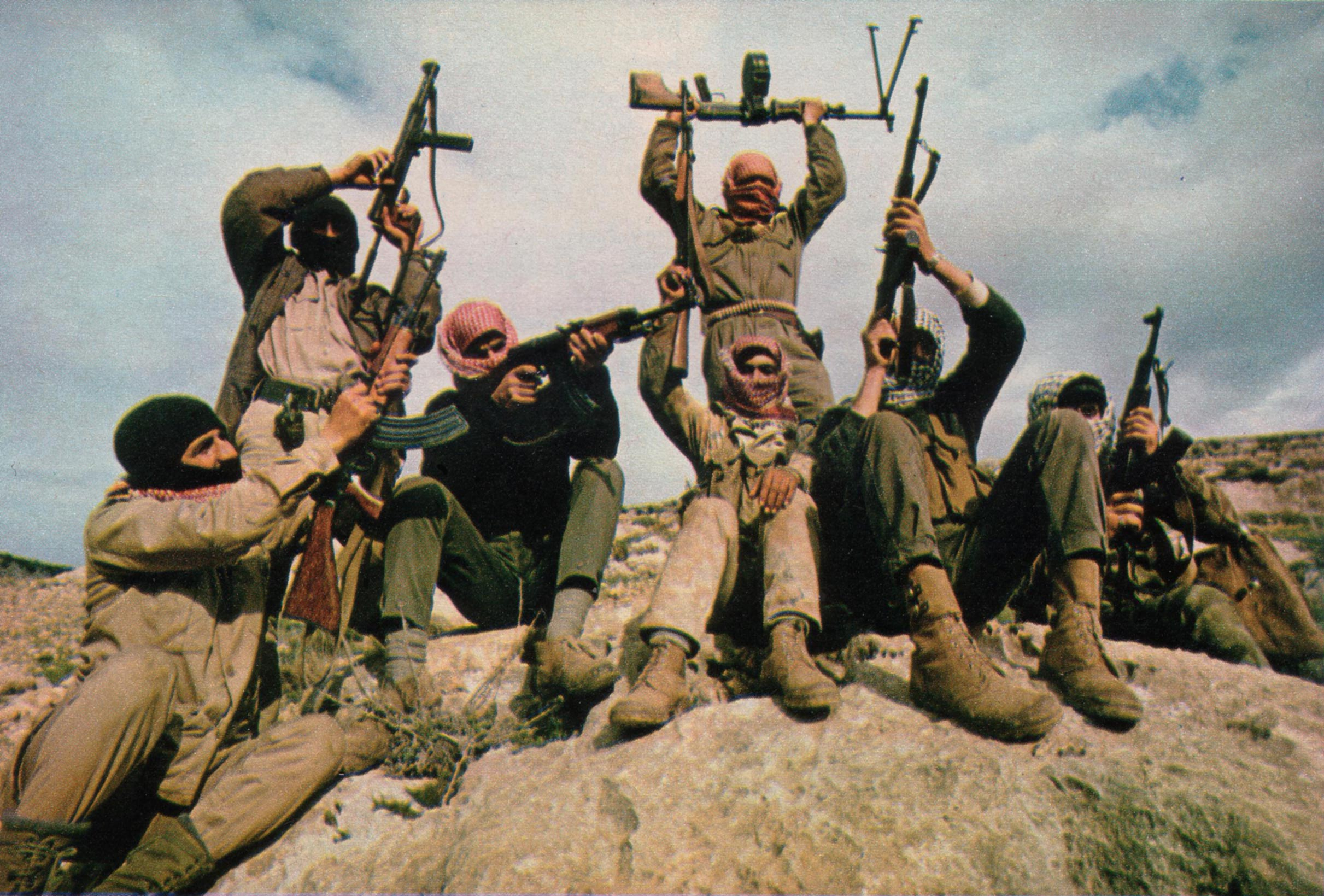
Een PFLP-patrouille ten oosten van de Jordaan (rivier), 1969.

Secretaris-generaal sinds 2001, Ahmed Sa'adat, zit sinds 14 maart 2006 in een Israëlische gevangenis. Hij is de hoofddader achter de moord op Zeevi en zat voordat Israël hem gevangennam al lange tijd met vijf collega's, die nu tevens in Israël vastzitten, in een Palestijnse gevangenis te Jericho onder bewaking van Amerikaanse en Britse cipiers. Toen er overduidelijke tekenen waren dat de Palestijnse Autoriteit, die toen net door Hamas was overgenomen, Sa'adat en zijn collega's vrij ging laten, besloot Israël om Hamas voor te zijn door de zes uit de gevangenis in Jericho te halen voordat de PA de kans kreeg hen vrij te laten.
In 2013 hervatte Iran zijn financiële hulp aan de militaire vleugel van het Volksfront voor de Bevrijding van Palestina (PFLP) en de Abu Ali Mustafa Brigades voor haar pro-Assad-houding. 
In 2023 verklaarde de Abu Ali Mustafa Brigades zijn steun en deelname aan de Hamas-aanval in Israël op 7 oktober 2023.